# Суд Пілата

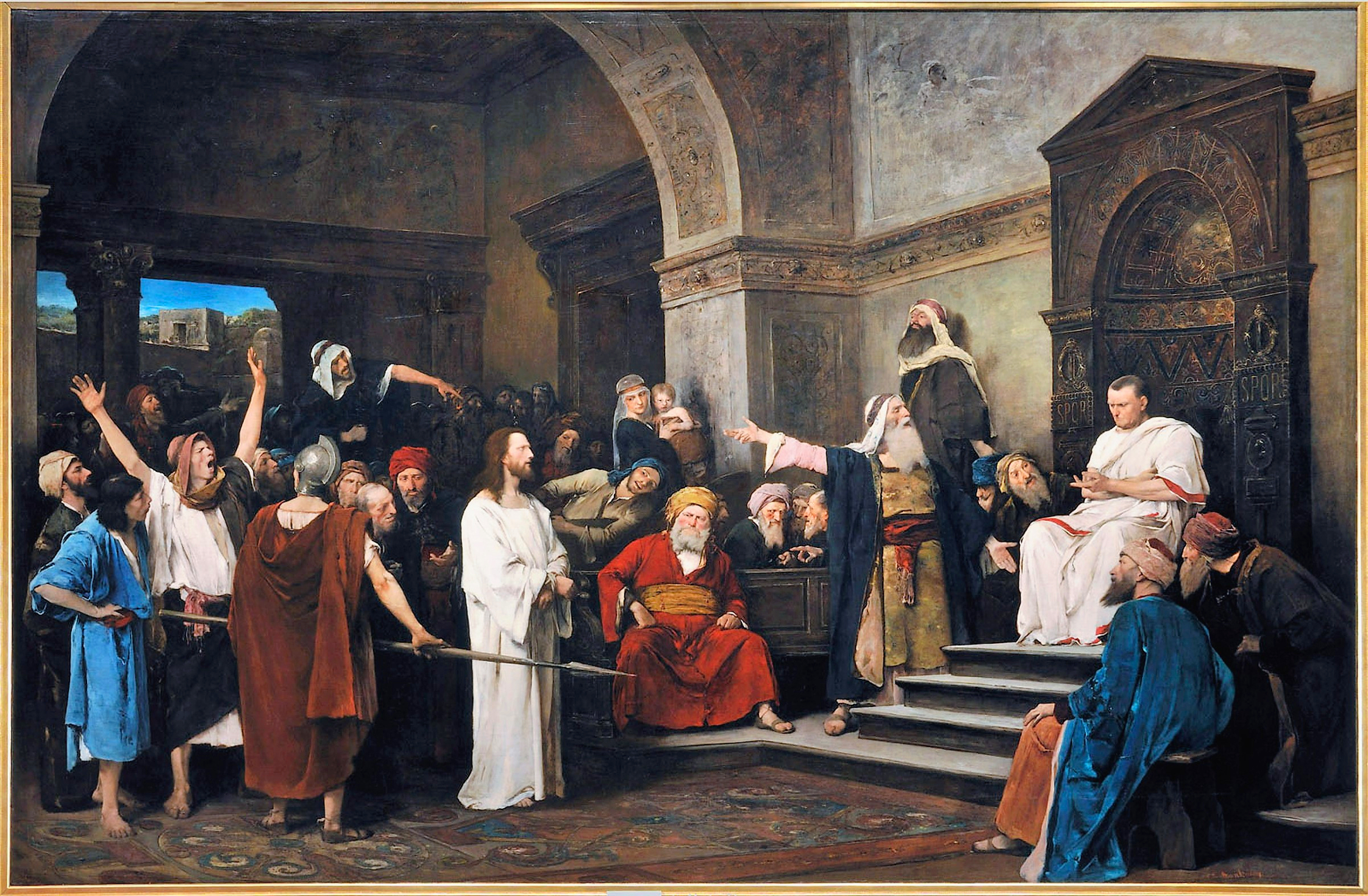
Суд Пілата (Мігай Мункачі, 1881)

У канонічних Євангеліях Суд Пілата стосується суду над Ісусом у преторії перед Понтієм Пілатом, якому передував суд Синедріону. У Євангелії від Луки Пілат дізнається, що Ісус, будучи з Галілеї, належав до юрисдикції Ірода Антипи, і тому він вирішує переслати обвинуваченого до Ірода. Той, допитавши Ісуса та отримавши дуже мало відповідей, не бачить загрози і повертає його до Пілата.
Слід відзначити, що Пілат не виступає обвинувачувачем, а в чомусь навіть як захисник (до того отримавши застереження від власної дружини Мф 27:19). У Євангелії від Івана (18:28–19:13) його рух вперед-назад зсередини преторію до зовнішнього двору вказує на його розуміння суті «брудної справи», в яку його втягують юдеї.

## Передумови

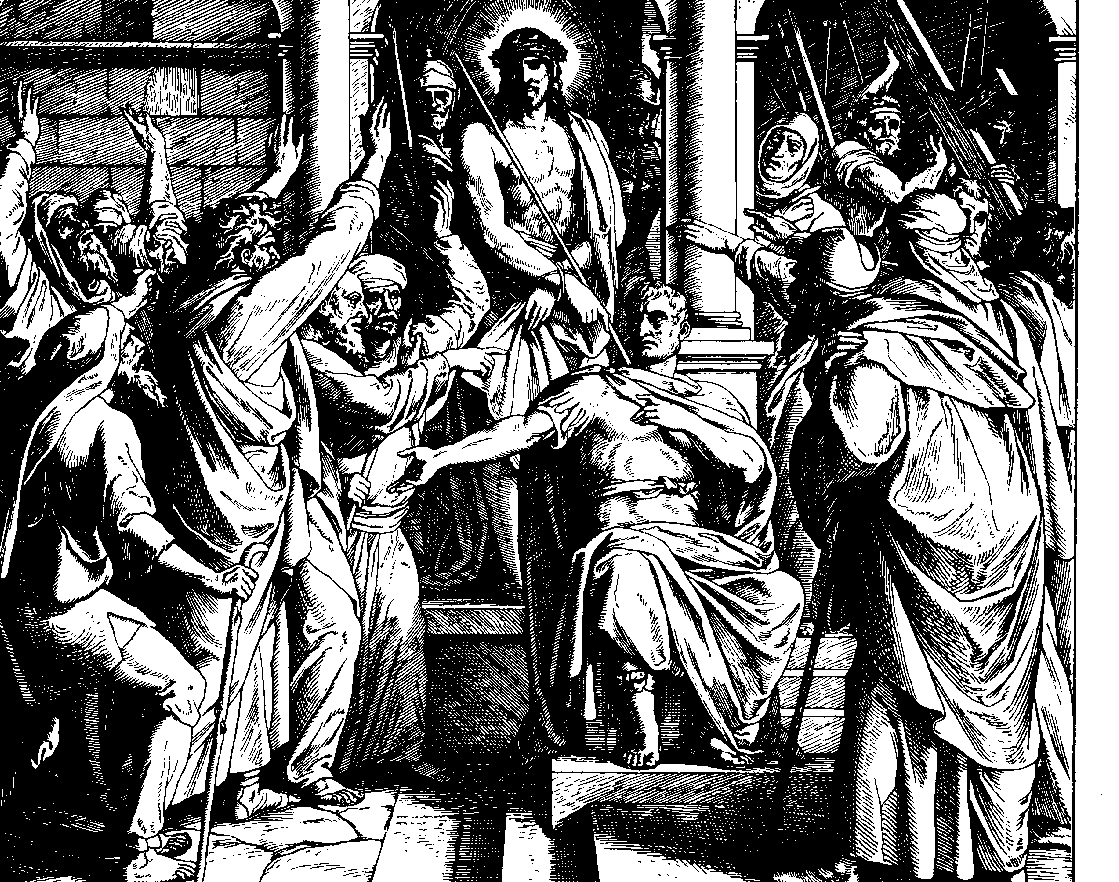
Галас юдеїв «розіпни його», ксилографія для «Біблії в малюнках», Юліус Шнорр 1860

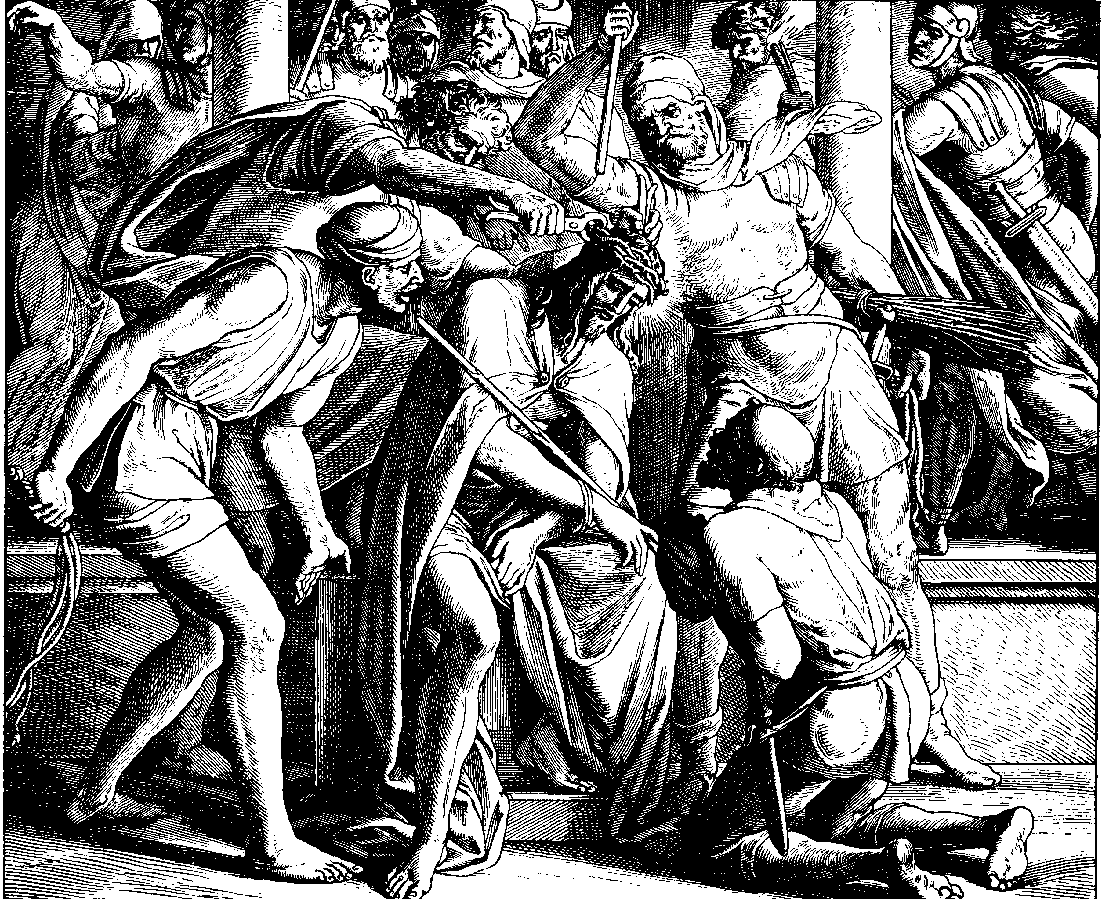
Страждання Ісуса, «Біблія в малюнках», Юліус Шнорр 1860

Як префект римської Юдеї, Пілат підпорядковувався римському легату в Сирії. Пілат жив на узбережжі в Кесарії Палестинській. У тих випадках, коли йому доводилося бувати в Єрусалимі, він використовував палацовий комплекс, побудований Іродом Великим, як свою преторію або штаб-квартиру. Палац розташовувався в західній частині верхнього міста і слугував як зручною резиденцією, так і фортецею.
Ранні паломники до Єрусалима зазвичай ототожнювали преторію з фортецею Антонія, де починається традиційна Хресна дорога. Проте археологічні дані, які датують залишки фортеці II ст. нашої ери, а також напружена ситуація, яка вимагала від Пілата бути поблизу Другого храму як центру святкування Пасхи, підтверджують розташування палацу Ірода.

Євангеліє від Марка використовує слово aulē («зал», «палац») для визначення преторію. Побоюючись осквернення, старійшини Синедріону не увійшли до суду, і дискусія Пілата з ними відбулася поза преторією. За межами власне преторію була територія під назвою Тротуар. Там проходив суд Пилата (грец. bēma), на якому він розмовляв зі старійшинами.
|  | А первосвященики з старшими й книжниками, та ввесь синедріон, зараз уранці, нараду вчинивши, зв'язали Ісуса, повели та й Пілатові видали. А Пілат запитався Його: Чи Ти Цар Юдейський? А Він йому в відповідь каже: Сам ти кажеш… А первосвященики міцно Його винуватили. Тоді Пілат знову Його запитав і сказав: Ти нічого не відповідаєш? Дивись, як багато проти Тебе свідкують! А Ісус більш нічого не відповідав, так що Пілат дивувався. |

|  | І знялися всі їхні збори, і повели до Пілата Його. І зачали оскаржувати Його й говорити: Ми ствердили, що Цей ворохобить народ наш, і забороняє податок давати кесареві, та й говорить, що Він, Христос Цар. І Пілат запитав Його, кажучи: Чи Ти Цар Юдейський? А Він відказав йому в відповідь: Сам ти кажеш… І Пілат сказав первосвященикам та до народу: Я не знаходжу жадної провини в Цій Людині. А вони намагались, говорячи: Він бунтує народ, навчаючи в усій Юдеї, від Галілеї почавши аж досі. А Пілат, вчувши про Галілею, спитав: Хіба Він галілеянин? І, дізнавшись, що Він із влади Ірода, відіслав Його Іродові, бо той в Єрусалимі також перебував тими днями. |

|  | І, зв'язавши Його, повели, та й Понтію Пілату намісникові віддали… Ісус же став перед намісником. І намісник Його запитав і сказав: Чи Ти Цар Юдейський? Ісус же йому відказав: Ти кажеш. Коли ж первосвященики й старші Його винуватили, Він нічого на те не відказував. Тоді каже до Нього Пілат: Чи не чуєш, як багато на Тебе свідкують? А Він ні на одне слово йому не відказував, так що намісник був дуже здивований. |

|  | А Ісуса ведуть від Кайяфи в преторій. Був же ранок. Та вони не ввійшли до преторія, щоб не опоганитись, а щоб їсти пасху. Тоді вийшов Пілат назовні до них і сказав: Яку скаргу приносите ви на Цього Чоловіка? Вони відповіли та й сказали йому: Коли б Цей злочинцем не був, ми б Його тобі не видавали. А Пілат їм сказав: Візьміть Його, та й за вашим Законом судіть Його. Юдеї сказали йому: Нам не вільно нікого вбивати, щоб збулося Ісусове слово, що його Він прорік, зазначаючи, якою то смертю Він має померти. Тоді знову Пілат увійшов у преторій, і покликав Ісуса, і до Нього сказав: Чи Ти Цар Юдейський? Ісус відповів: Чи від себе самого питаєш ти це, чи то інші тобі говорили про Мене? Пілат відповів: Чи ж юдеянин я? Твій народ та первосвященики мені Тебе видали. Що таке Ти вчинив? Ісус відповів: Моє Царство не із світу цього. Якби із цього світу було Моє Царство, то служба Моя воювала б, щоб не виданий був Я юдеям. Та тепер Моє Царство не звідси… Сказав же до Нього Пілат: Так Ти Цар? Ісус відповів: Сам ти кажеш, що Цар Я. Я на те народився, і на те прийшов у світ, щоб засвідчити правду. І кожен, хто з правди, той чує Мій голос. Говорить до Нього Пілат: Що є правда? І сказавши оце, до юдеїв знов вийшов, та й каже до них: Не знаходжу Я в Ньому провини ніякої. |

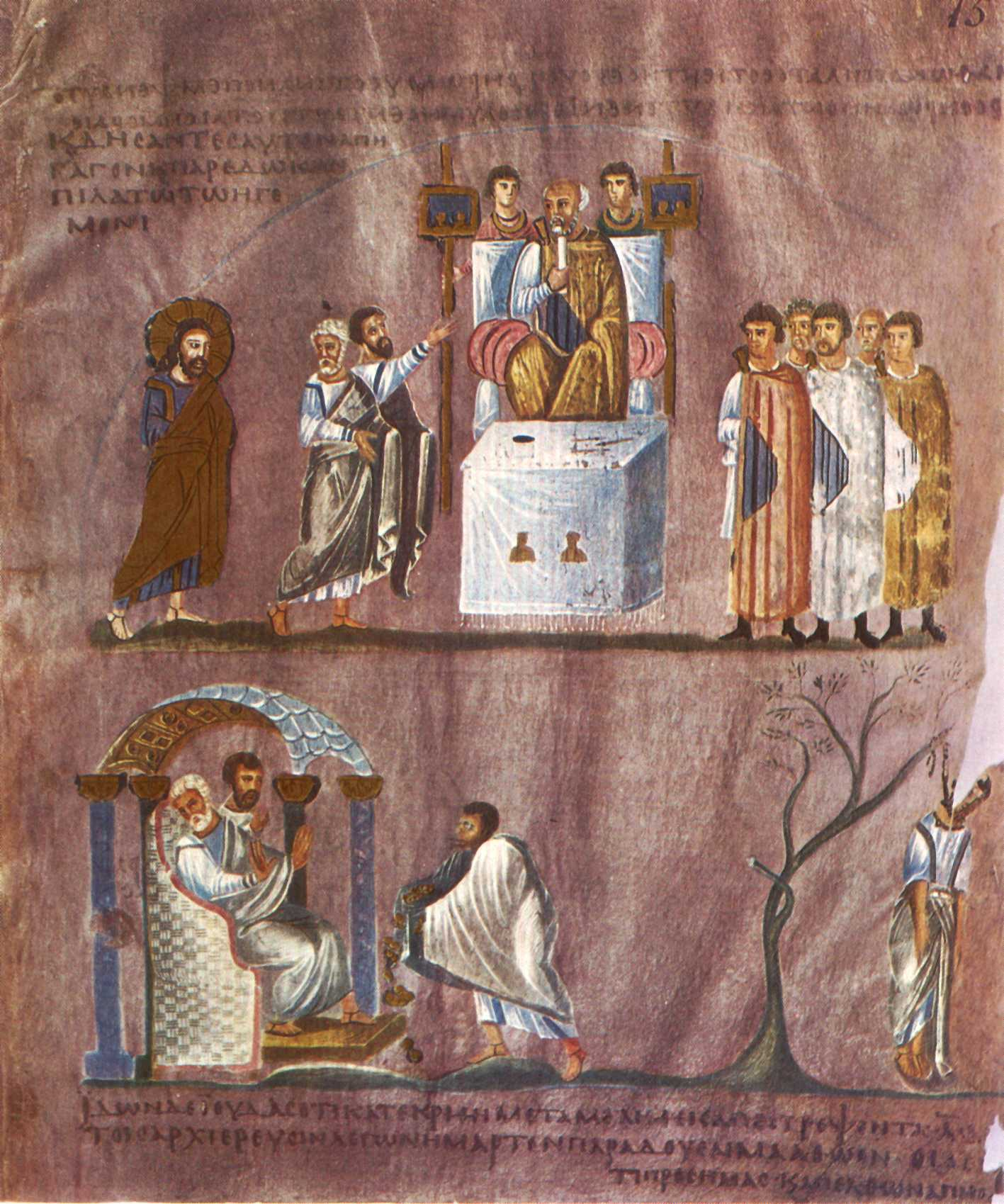
«Христос перед Пілатом», нижче смерть Юди (Россанский_кодекс, ~550 рік)

## Ісуса відсилають до Ірода (тількиЛука)
Див. Ісус при дворі Ірода

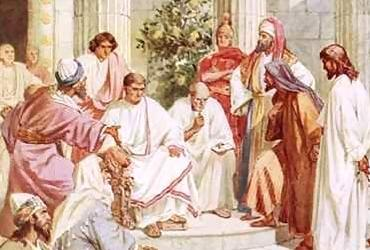
William_Hole_(artist), ~1890

Цю подію описує тільки Євангеліст Лука. Ірод зрадів, що до нього привели Ісуса, бо хотів, щоб Ісус зробив йому якесь чудо. Ірод давно чув уже за Ісуса і знав, що він творить чудеса. Ірод ставив Йому багато запитань, але Ісус нічого не відповідав йому. Книжники і фарисеї почали звинувачувати Його.
Легковажний Ірод давно вже бажав побачити Христа, щоб подивитися, як Він творить чудеса, пропонував Христу різні питання, але Христос не удостоїв його ніякою відповіддю, бо Ірод не достойний відповіді, бо питання ставилися з пустої цікавості.
Тоді Ірод разом зі своїми воїнами, зневаживши Його і познущавшись із Нього, вдягнув Ісуса у світлий одяг (на знак його невинності) і відіслав назад до Пілата. З цього часу Ірод і Пілат стали друзями, бо раніше вони ворогували між собою.
Хоча первосвященники й тут виставляли проти Христа звинувачення, однак і Ірод не знайшов підстави визнати Христа винним. Тільки у відчутті ображеного самолюбства, бо Христос не побажав відповідати на його питання, він зі своїми воїнами насміхався над Христом. Він велів одягнути Його в блискучий одяг, схожий на той, що носили звичайно царі — не в білий, який в Римі носили кандидати на громадські посади, а взагалі прикрашений, можливо, навіть у пурпур. Цим він хотів показати Пілату, що такий «цар» не може бути їм страшний. Євангеліст Лука при цьому зазначає, що Ірод і Пілат з цього часу стали друзями, бо Ірод, за висловом Юстина мученика, послав Ісуса до Пілата на його розсуд і цим виявив свою прихильність і довіру до Пілата.
Деякі критики визнають всю розповідь про суд над Христом в Ірода пізньою вставкою, бо не знаходять можливості пояснити, чому всі інші євангелісти зовсім не згадують про цей суд. Але, власне кажучи, ця розповідь не приносить нічого особливого протягом процесу, який вівся про Христа, тому інші євангелісти могли опустити його.

### Оригінальний текст
| Євангеліє              | Цитата |
| ---------------------- | --- |
| Від Луки (Лк. 23:8-12) | \| \| Коли ж Ірод побачив Ісуса, то дуже зрадів, бо він від давнього часу бажав Його бачити, багато за Нього чував, і сподівався побачити чудо яке, що буває від Нього. І багато питався Його, та нічого не відповідав Він йому. І стояли тут первосвященики й книжники, та завзято Його оскаржили. Тоді Ірод із військом своїм і зневажив Його й насміявся, зодягнувши Його в яснобілу одіж, і відіслав до Пілата Його. І того дня стали Ірод із Пілатом за приятелів між собою, бо давніш ворожнеча між ними була. \| · |
|                        | Коли ж Ірод побачив Ісуса, то дуже зрадів, бо він від давнього часу бажав Його бачити, багато за Нього чував, і сподівався побачити чудо яке, що буває від Нього. І багато питався Його, та нічого не відповідав Він йому. І стояли тут первосвященики й книжники, та завзято Його оскаржили. Тоді Ірод із військом своїм і зневажив Його й насміявся, зодягнувши Його в яснобілу одіж, і відіслав до Пілата Його. І того дня стали Ірод із Пілатом за приятелів між собою, бо давніш ворожнеча між ними була.            |

## Останній суд над Ісусом Христом у Пілата
Див. Ecce Homo, Варавва
|  | На свято ж він їм відпускав був одного із в'язнів, котрого просили вони. Був же один, що звався Варавва, ув'язнений разом із повстанцями, які за повстання вчинили були душогубство. Коли ж натовп зібрався, він став просити Пілата зробити, як він завжди робив їм. Пілат же сказав їм у відповідь: Хочете, відпущу вам Царя Юдейського? Бо він знав, що Його через заздрощі видали первосвященики. А первосвященики натовп підмовили, щоб краще пустив їм Варавву. Пілат же промовив ізнов їм у відповідь: А що ж я чинитиму з Тим, що Його ви Юдейським Царем називаєте? Вони ж стали кричати знов: Розіпни Його! Пілат же сказав їм: Яке ж зло вчинив Він? А вони ще сильніше кричали: Розіпни Його!… Пілат же хотів догодити народові, і відпустив їм Варавву. І видав Ісуса, збичувавши, щоб розп'ятий був. |

|  | А Пілат скликав первосвящеників, і старшин, і народ, і промовив до них: Привели ви мені Чоловіка Цього, як того, що бунтує народ. А ось я перед вами розвідав, і не знаходжу в Людині Оцій ані однієї провини такої, про що ви оскаржуєте. Також Ірод, бо він відіслав Його нам. І ось нічого, що на смерть заслуговувало б, Він не вчинив. Отже я покараю Його й відпущу. Бо повинен був їм відпустити одного на свято. А народ став кричати й казати: Візьми Цього, відпусти ж нам Варавву! А той за повстання одне, яке сталося в місті, і за вбивство посаджений був до в'язниці. І знову сказав їм Пілат, хотячи відпустити Ісуса. Та кричали вони й говорили: Розіпни, розіпни Його! Він же втретє промовив до них: Яке ж зло вчинив Він? Я нічого, що на смерть заслуговувало б, на Нім не знайшов. Отже я покараю Його й відпущу. А вони сильним криком свого домагалися, та вимагали розп'ясти Його. І взяв гору крик їхній та первосвящеників. І Пілат присудив, щоб було, як просили вони: відпустив їм Варавву, посадженого за повстання та вбивство в в'язницю, за якого просили вони, а Ісуса віддав їхній волі… |

|  | Мав же намісник звичай відпускати на свято народові в'язня одного, котрого хотіли вони. Був тоді в'язень відомий, що звався Варавва. І, як зібрались вони, то сказав їм Пілат: Котрого бажаєте, щоб я вам відпустив: Варавву, чи Ісуса, що зветься Христос? Бо він знав, що Його через заздрощі видали. Коли ж він сидів на суддевім сидінні, його дружина прислала сказати йому: Нічого не май з отим Праведником, бо сьогодні вві сні я багато терпіла з-за Нього… А первосвященики й старші попідмовляли народ, щоб просити за Варавву, а Ісусові смерть заподіяти. Намісник тоді відповів і сказав їм: Котрого ж із двох ви бажаєте, щоб я вам відпустив? Вони ж відказали: Варавву. Пілат каже до них: А що ж маю зробити з Ісусом, що зветься Христос? Усі закричали: Нехай розп'ятий буде!… А намісник спитав: Яке ж зло Він зробив? Вони ж зачали ще сильніше кричати й казати: Нехай розп'ятий буде! І, як побачив Пілат, що нічого не вдіє, а неспокій ще більший стається, набрав він води, та й перед народом умив свої руки й сказав: Я невинний у крові Його! Самі ви побачите… А ввесь народ відповів і сказав: На нас Його кров і на наших дітей!… Тоді відпустив їм Варавву, а Ісуса, збичувавши, він видав, щоб розп'ятий був. |

|  | Та ви маєте звичай, щоб я випустив вам одного на Пасху. Чи хочете отже, відпущу вам Царя Юдейського? Та знову вони зняли крик, вимагаючи: Не Його, а Варавву! А Варавва був злочинець. |

## Бичування Христа
Див. Бичування Ісуса Христа

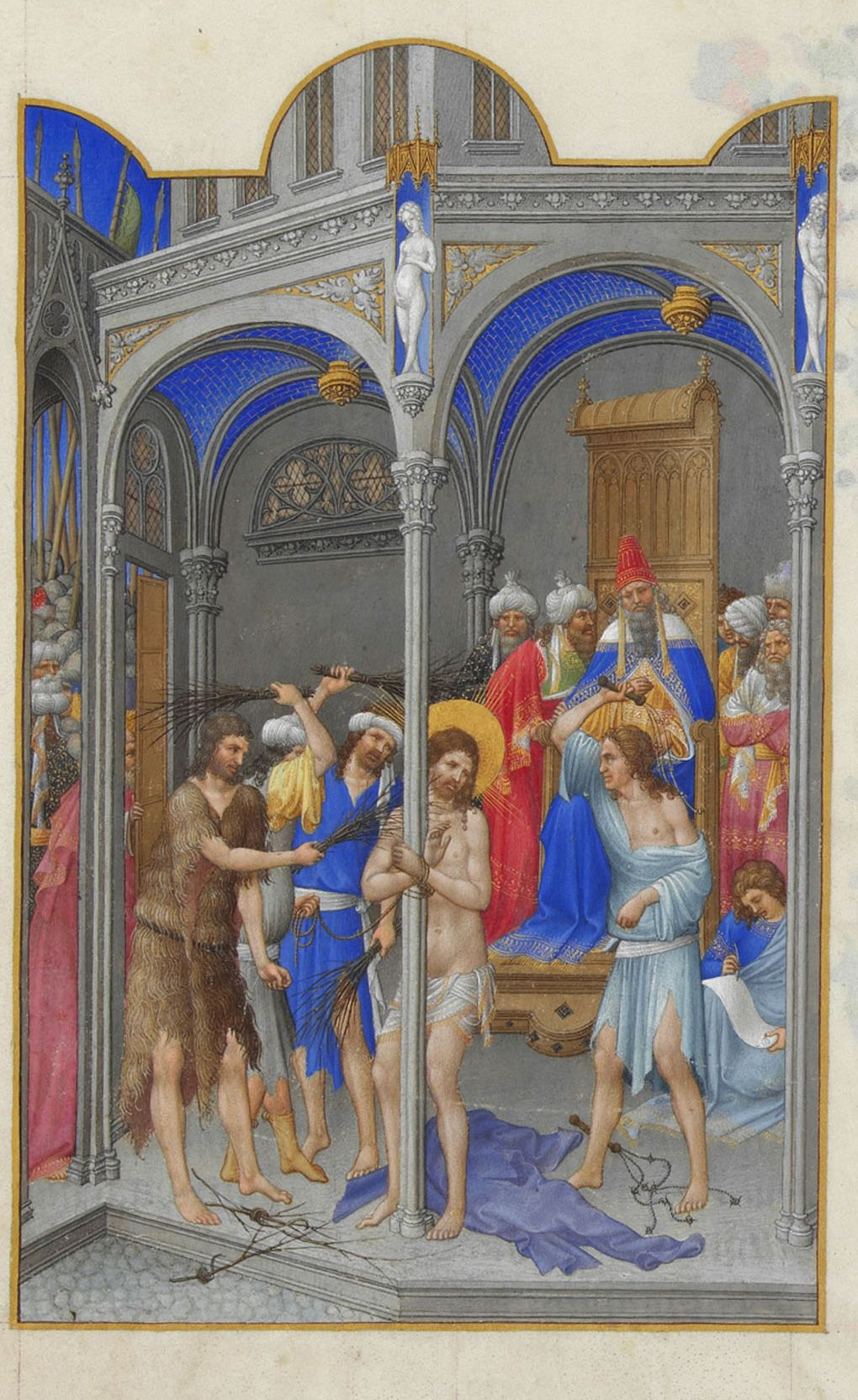
Бичування Христа, Розкішний часослов герцога Беррійського, ~1410

За юдейськими законами (Вт. 25:3), число ударів було обмежено сорока ударами. Апостол Павло говорив, що отримував від юдеїв п'ять разів по 39 ударів (2Кор.  11:24), римляни не знали такого обмеження.
Євангелія не повідомляють про те, чи був Ісус прив'язаний до стовпа під час бичування, але Передання дотримується саме такої версії і як реліквії, пов'язані з цими подіями, шануються фрагменти колони бичування, що зберігаються в капелі Сан-Дзено базиліки Санта-Праседі в Римі та церкві Святого Георгія в Стамбулі.

## Апокрифи
Див. Євангеліє від Никодима

## У мистецтві

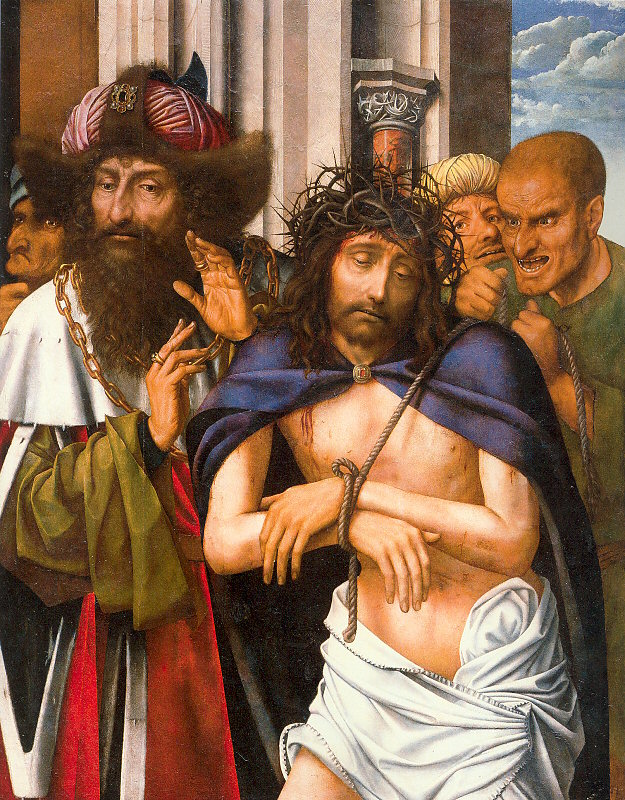
Ecce Homo (Квентін Массейс, 1526)
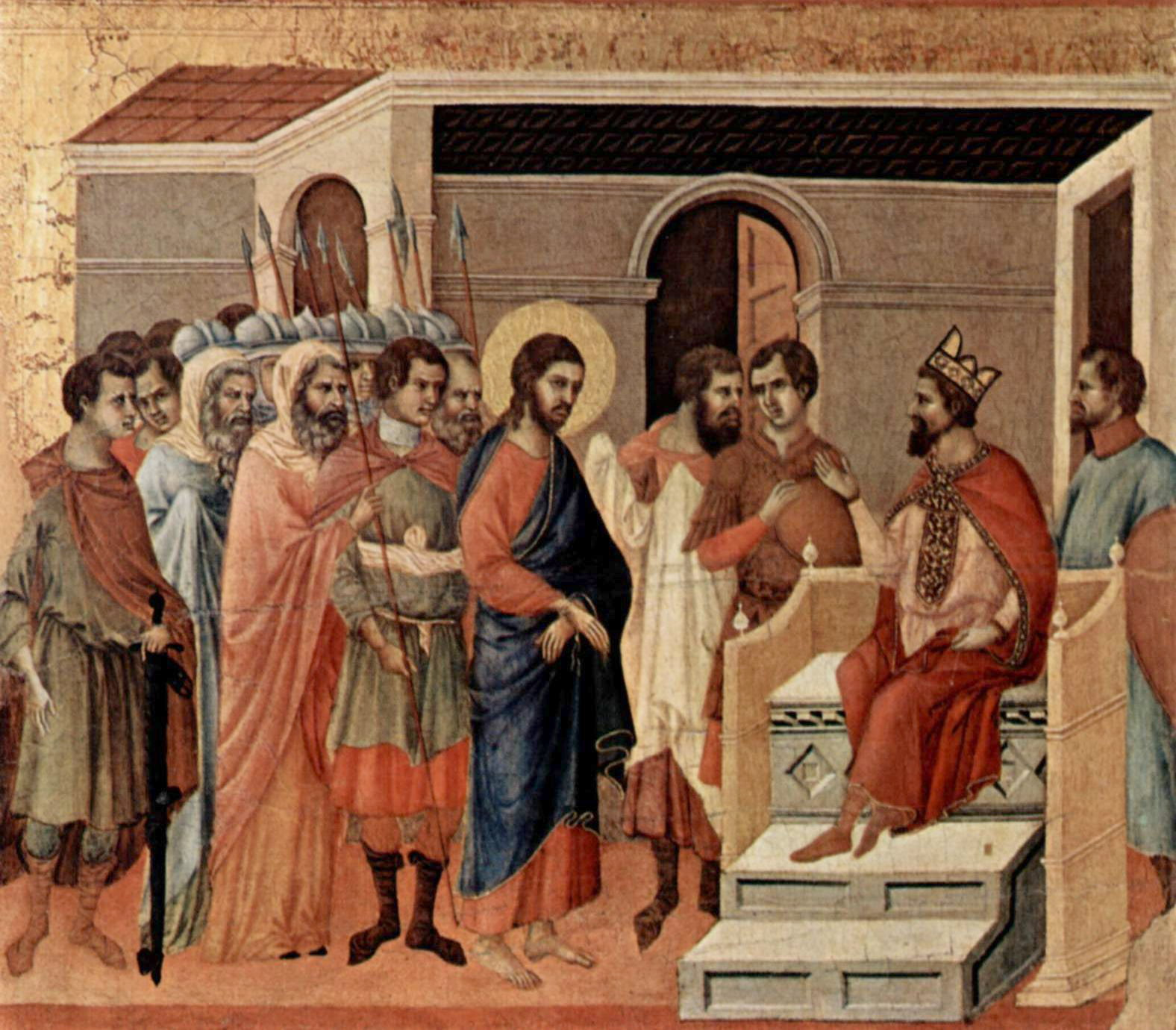
Ісус при дворі Ірода[en] зодягається в яснобілу одіж, Дуччо, Одна із 26 сцен вівтаря «Маеста»
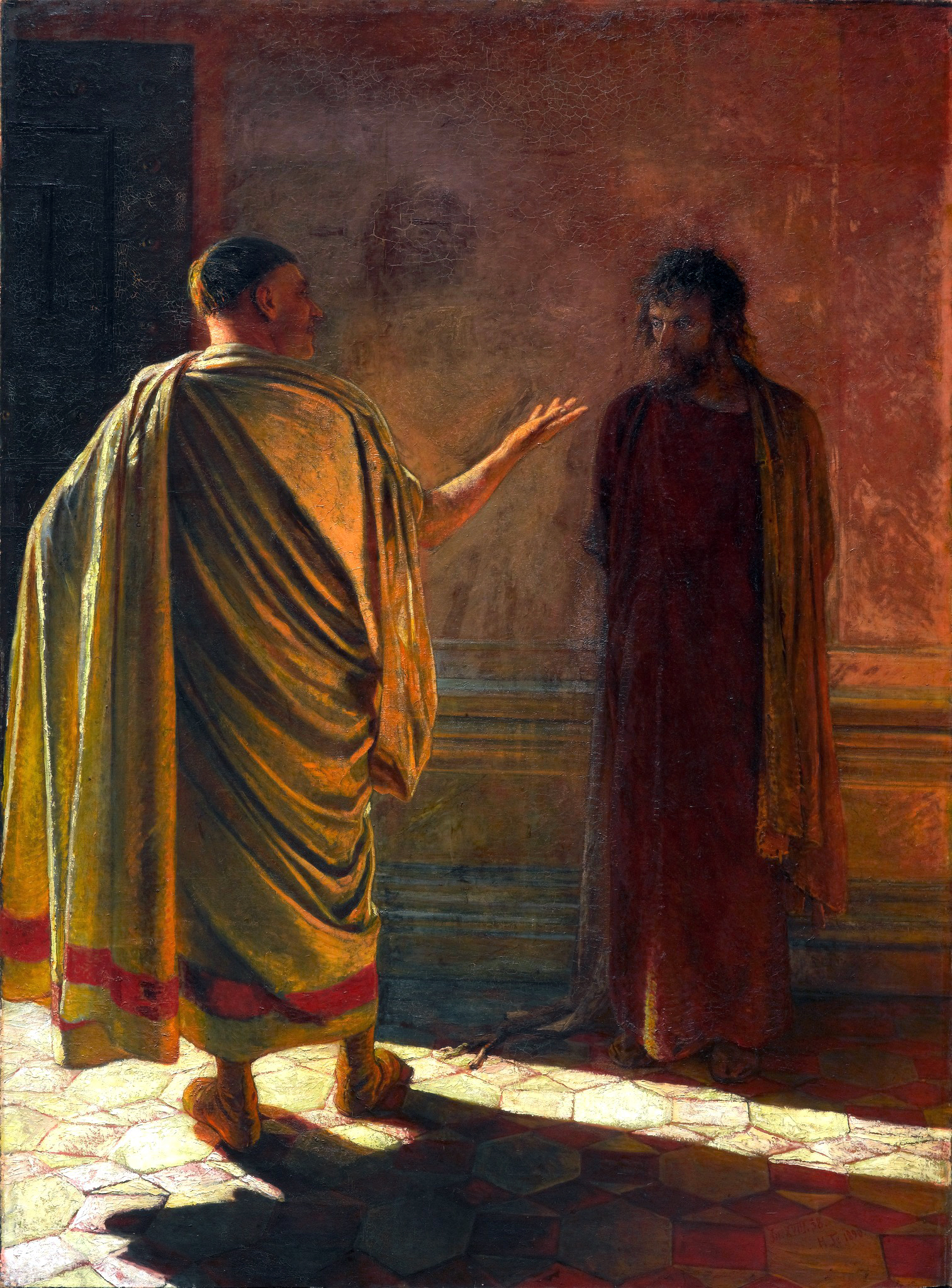
Що є істина?[ru] (Микола Ге, 1890)
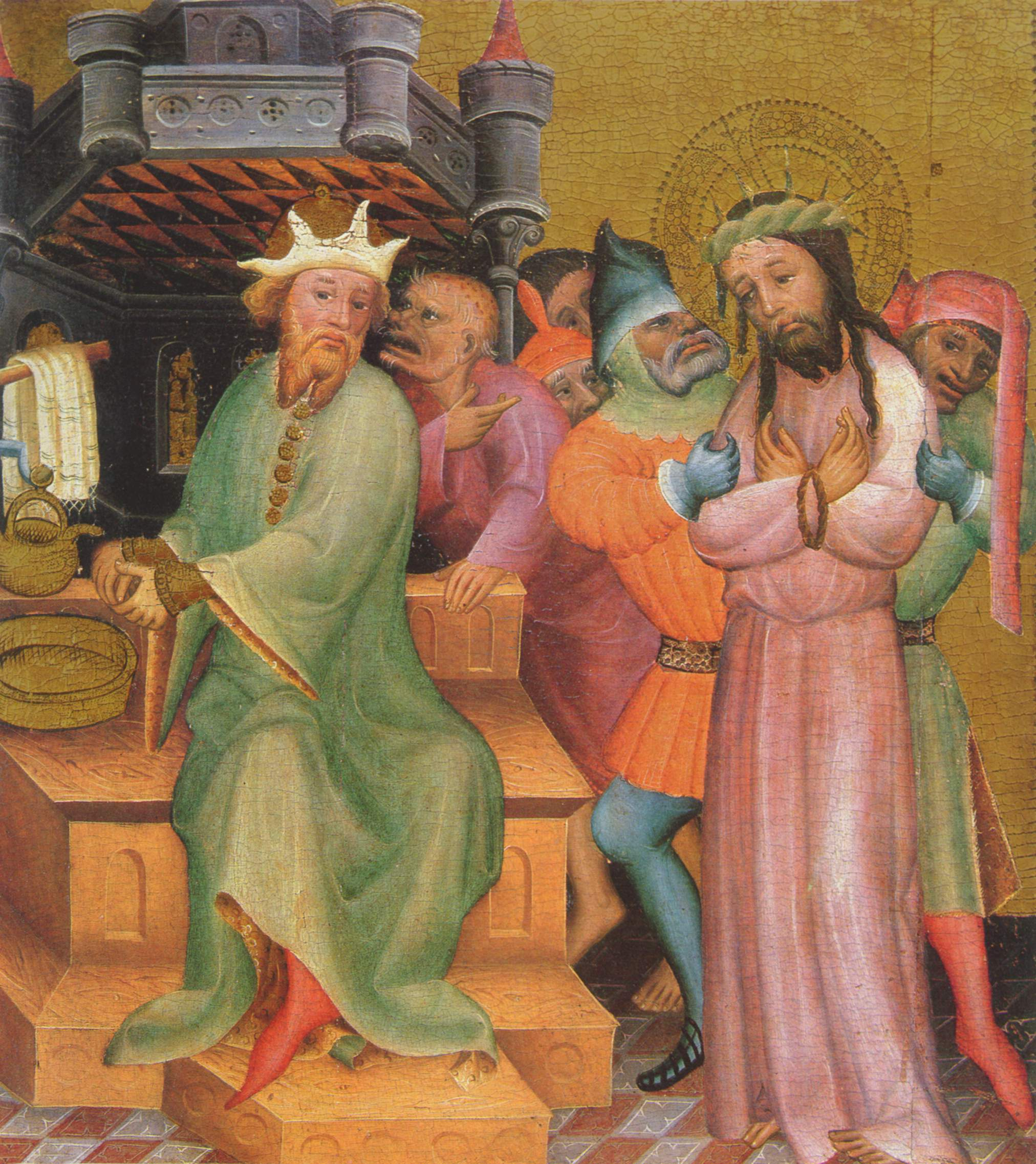
Христос перед Пілатом (Майстер Бертрам[ru] ~1390)
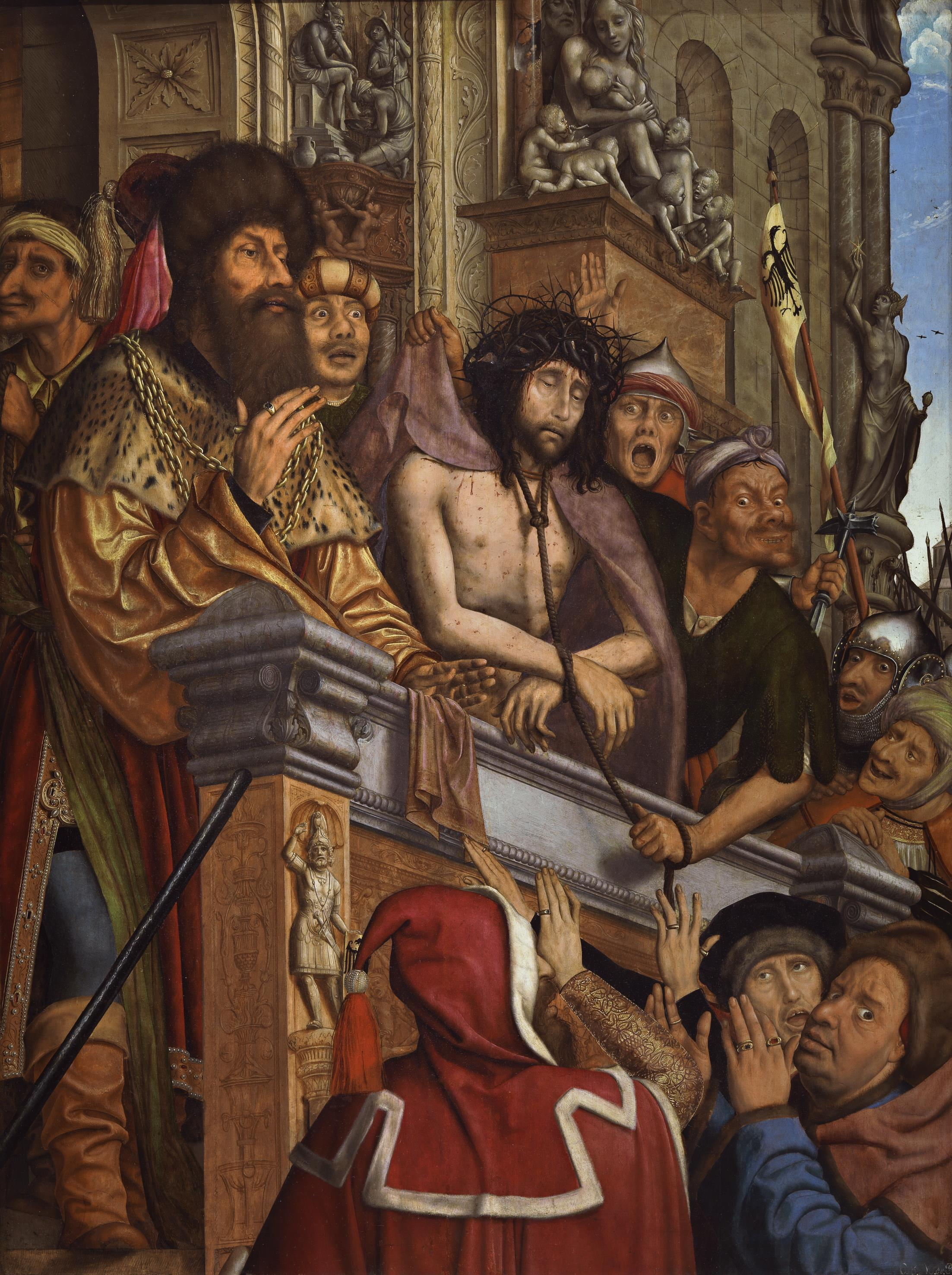
Христос перед народом, Квентін Массейс ~1518
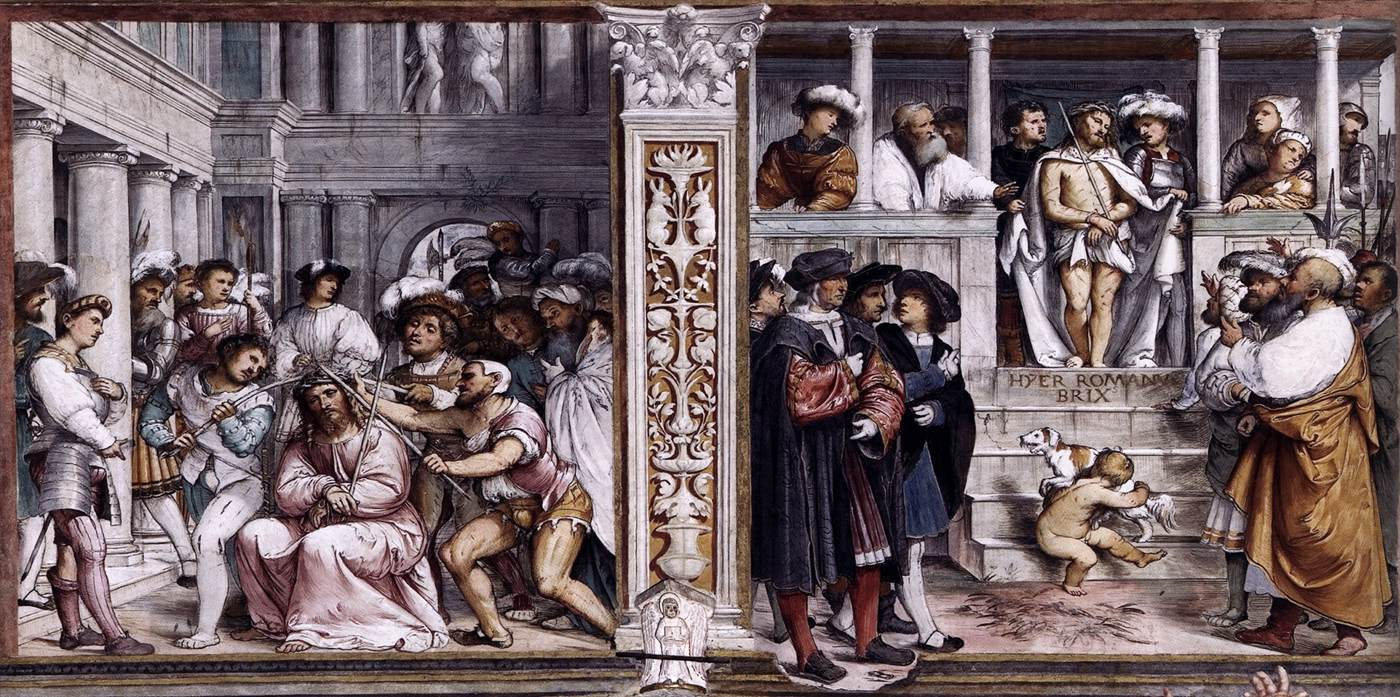
Girolamo Romanino, 1519
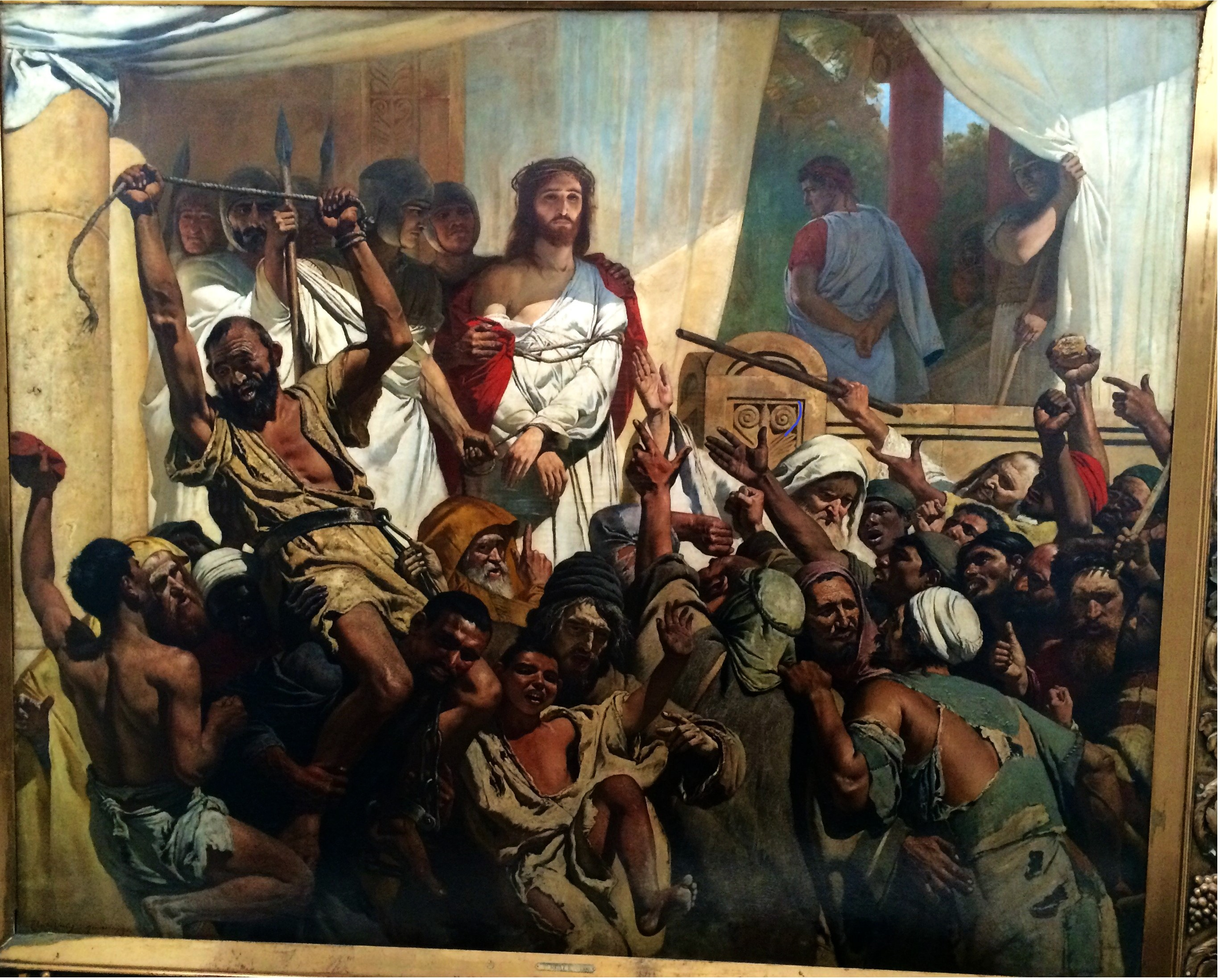
Vox populi (Глас народу) Charles Verlat, 1876